# Mountains of Manhattan
Mountains of Manhattan è un film muto del 1927 diretto da James P. Hogan. Prodotto dalla Gotham Productions, aveva come interpreti Dorothy Devore, Charles Delaney, Kate Price, Robert Gordon, George Chesebro. Nel ruolo di 'Bull' Kerry, il cattivo del film, lo stesso regista James P. Hogan.

## Trama
Jerry Nolan, campione di pugilato, abbandona il ring per lavorare di giorno e studiare ingegneria di notte. Lavorando alla costruzione di un grattacielo, nota che molte delle travi di acciaio sono state forate in modo errato e segnala la cosa a Kerry, il suo caposquadra. Ma il disinteresse di questi alla cosa provoca i sospetti di Jerry che poi salva dallo stesso Kerry il piccolo Isadore Ginsberg da un pestaggio. Marion Wright, figlia dell'appaltatore, è attratta da Jerry che le evita un incidente al cantiere, procurandosi in tal modo la gratitudine del signor Wright che lo premia dandogli il lavoro di Kerry, che viene licenziato. Quest'ultimo, furioso, vuole vendicarsi e indice uno sciopero. I due avversari finiscono per sfidarsi combattendo sulle travi d'acciaio sospese nel vuoto. Vinto, Kerry confessa la sua complicità con Norcross.

## Produzione
Il film fu prodotto dalla Gotham Productions. Secondo la pubblicità e le recensione, alcune scene sono state girate su un grattacielo di New York in costruzione di 27 piani.

## Distribuzione
Il copyright del film, richiesto dalla Lumas, fu registrato il 6 maggio 1927 con il numero LP23935.

Distribuito dalla Lumas Film Corporation, il film uscì nelle sale statunitensi il 3 giugno 1927 dopo essere stata presentata in prima a New York il 9 maggio 1927.

Nel Regno Unito venne distribuito dalla Gaumont British Distributors il 9 giugno 1927.